# Abisara amaga
Abisara amaga är en fjärilsart som beskrevs av Hans Fruhstorfer 1914. Abisara amaga ingår i släktet Abisara och familjen Riodinidae. Inga underarter finns listade i Catalogue of Life.